# Aartsbisdom Lagos

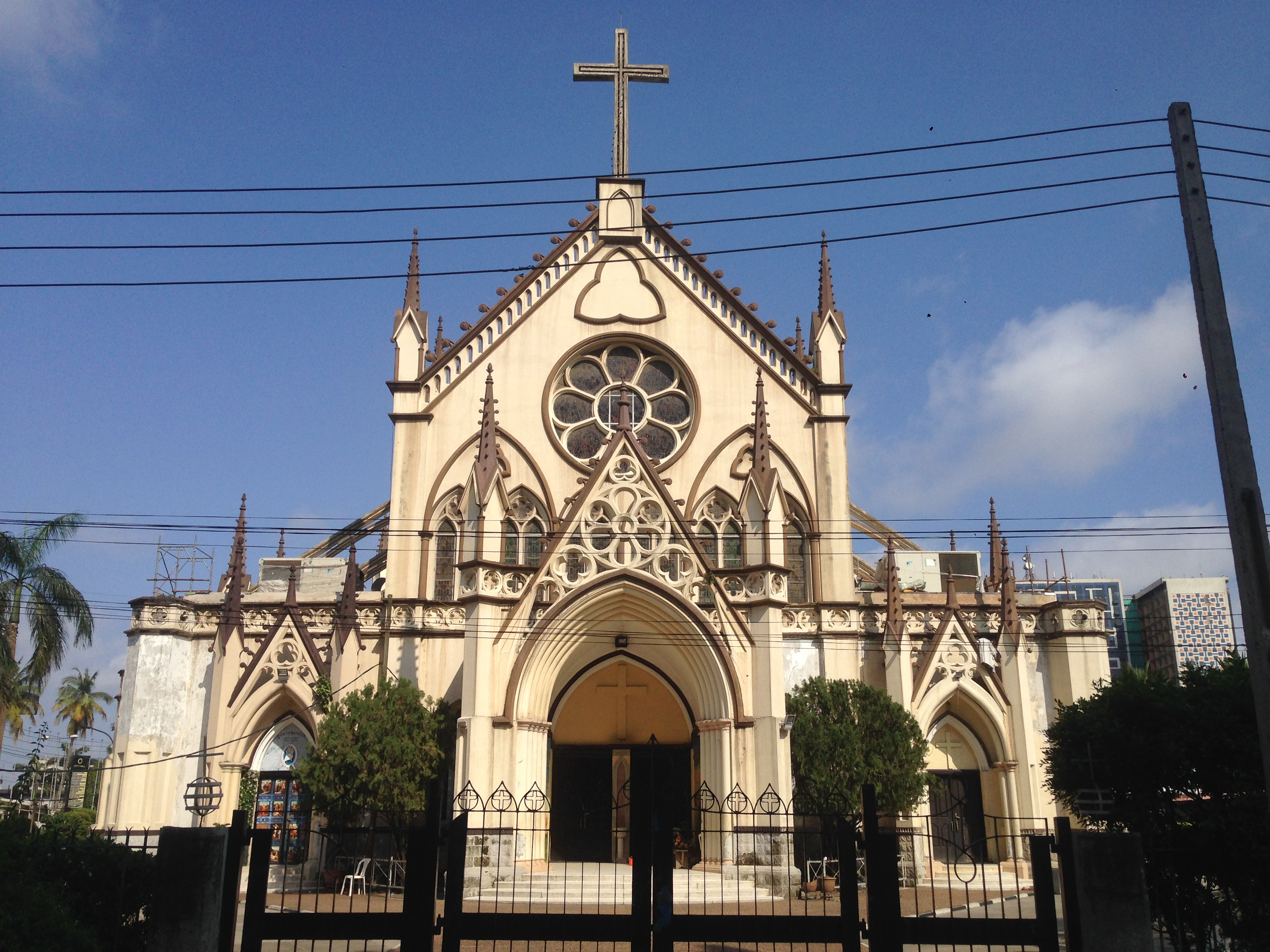
Kathedraal van Lagos

Het aartsbisdom Lagos (Latijn: Archidioecesis Lagosensis) is een rooms-katholiek aartsbisdom met als zetel de stad Lagos in Nigeria.

## Geschiedenis
Het aartsbisdom werd opgericht op 28 augustus 1860, uit het apostolisch vicariaat Two Guineas and Senegambia, als het apostolisch vicariaat Dahomey. Op 24 augustus 1870 veranderde het van naam naar apostolisch vicariaat Costa di Benin en op 12 januari 1943 werd de naam veranderd naar apostolisch vicariaat Lagos. 
Op 18 april 1950 werd het verheven tot een metropolitaan-aartsbisdom.
Het verloor meermaals gebied bij de oprichting van de prefecturen Dahomey (1883), Lower Niger (1889), Oyo (1949) en Ibadan (1952), het apostolisch vicariaat Ondo-Ilorin (1943), en de bisdommen Ijebu-Ode (1969) en Abeokuta (1997).

## Parochies
In 2019 telde het aartsbisdom 185 parochies. Het aartsbisdom had in 2019 een oppervlakte van 3.345 km2 en telde 13.440.300 inwoners waarvan 26,2% rooms-katholiek was.

## Suffragane bisdommen
Lagos heeft twee suffragane bisdommen, waarmee het een kerkprovincie vormt:
- Bisdom Abeokuta
- Bisdom Ijebu-Ode

## Bisschoppen
- Jean-Baptiste Chausse (12 mei 1891 - 30 januari 1894)
- Paul Pellet (15 juli 1895 - 2 juni 1902)
- Joseph-Antoine Lang (23 juli 1902 - 2 januari 1912)
- Ferdinand Terrien (1 maart 1912 - 3 augustus 1929)
- Francis O’Rourke (27 maart 1930 - 28 oktober 1938)
- Leo Hale Taylor (13 juni 1939 - 6 juli 1965; eerste aartsbisschop)
- John Kwao Amuzu Aggey (6 juli 1965 - 13 maart 1972, hulpbisschop sinds 26 januari 1957)
- Anthony Olubunmi Okogie (13 april 1973 - 25 mei 2012, hulpbisschop sinds 19 september 1972)
- Alfred Adewale Martins (25 mei 2012 - heden)

Lagos (aartsbisdom) · Abeokuta · Ijebu-Ode